# Polycirrus boholensis
Polycirrus boholensis är en ringmaskart som beskrevs av Grube 1878. Polycirrus boholensis ingår i släktet Polycirrus och familjen Terebellidae. Inga underarter finns listade i Catalogue of Life.